# Ошан Блаф-Брант Рок (Масачусетс)
Ошан Блаф-Брант Рок (енгл. Ocean Bluff-Brant Rock) насељено је место без административног статуса у америчкој савезној држави Масачусетс.

## Демографија
По попису из 2010. године број становника је 4.970, што је 130 (-2,5%) становника мање него 2000. године.
| Група             | 2000.         | 2010.         |
| Белци             | 4.998 (98,0%) | 4.822 (97,0%) |
| Афроамериканци    | 15 (0,3%)     | 20 (0,4%)     |
| Азијати           | 15 (0,3%)     | 22 (0,4%)     |
| Хиспаноамериканци | 27 (0,5%)     | 48 (1,0%)     |
| Укупно            | 5.100         | 4.970         |